# Leri Chabelov
Leri Gabrelovič Chabelov (in georgiano ლერი ხაბელოვი?; 5 luglio 1964) è un ex lottatore, dirigente sportivo e politico georgiano, fino al 1991 sovietico.
Ha rappresentato la Unione Sovietica ai Giochi olimpici estivi di Seul 1988, vincendo l'argento e si laureato campione olimpico per la Squadra Unificata a Barcellona 1992. Nel 2012 è stato eletto al parlamento georgiano. Dal 2012 è presidente del Comitato Nazionale Olimpico Georgiano.

## Biografia

### Carriera sportiva
Ha gareggiato per l'Unione sovietica, per la Russia e per la Squadra Unificata. 

### Carriera politica
Ha iniziato la sua carriera politica nel 2008, quando ha partecipato, senza successo, alle elezioni parlamentari per il Partito Repubblicano di Georgia d'opposizione. Nel 2012 si è unito al nuovo partito di opposizione Sogno Georgiano guidato dal magnate Bidzina Ivanishvili. È stato eletto al Parlamento nelle elezioni del 1º ottobre 2012 ed è diventato presidente della Commissione parlamentare per lo sport e gli affari giovanili il 21 ottobre 2012.

## Palmarès

### Olimpiadi
- 2 medaglie:
  - 1 oro (Barcellona 1992 nei 100 kg[1])
  - 1 argento (Seul 1988 nei 100 kg[2])

### Mondiali
- 6 medaglie[2]:
  - 5 ori (Budapest 1985 nei 100 kg; Clermont-Ferrand 1987 nei 100 kg; Tokyo 1990 nei 100 kg; Varna 1991 nei 100 kg; Toronto 1993 nei 100 kg)
  - 1 bronzo (Atlanta 1995 nei 130 kg)